# 詹圭多·米拉内西
詹圭多·米拉内西（義大利語：Gianguido Milanesi，1935年6月26日—），意大利前男子击剑运动员。他曾代表意大利参加1964年夏季奥林匹克运动会击剑比赛，结果获得男子团体花剑第七名。